# Nancy Carroll
Nancy Carroll (Nova Iorque - 19 de novembro de 1903 – Nova Iorque, 6 de agosto de 1965) foi uma atriz estadunidense de cinema e televisão. Era uma das maiores estrelas de Hollywood no início da década de 1930. Foi nomeada ao Oscar de Melhor Atriz pelo filme The Devil's Holiday.

## Vida e carreira

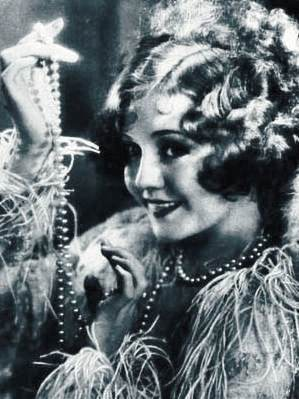
Foto promocional de Nancy Carroll para Stars of the Photoplay.

Ann Veronica Lahiff foi uma atriz estadunidense de ascendência irlandesa, nascida na cidade de Nova Iorque. Filha de Thomas e Ann Lahiff, estudou na Holy Trinity School em Nova Iorque, mas de saiu lá aos 16 anos para trabalhar em um escritório.
Carroll e sua irmã realizaram uma performance de dança em um concurso local de talentos amadores. Isso levou-a a uma carreira nos palcos da Broadway e depois ao estrelato nas telas. Ela se tornou uma atriz bem sucedida em filmes falados pois sua aptidão musical permitia que ela atuasse em musicais na década de 1930. Sua estreia no cinema foi em Ladies Must Dress em 1927.
Em 1928, fez oito filmes. Um deles, Easy Come, Easy Go, co-estrelado por Richard Dix, fez dela uma estrela. Em 1929, estrelou The Dance of Life com Hal Skelly e The Wolf of Wall Street junto com George Bancroft e Olga Baclanova. Ela foi nomeada ao Oscar de Melhor Atriz em 1930 por The Devil's Holiday. Entre seus outros filmes estão Laughter (1930), Paramount on Parade (1930), Hot Saturday (1932) com Cary Grant e Randolph Scott, The Kiss Before the Mirror (1933) dirigido por James Whale, e Broken Lullaby (1932) dirigido por Ernst Lubitsch.
Sob contrato com a Paramount Pictures, Carroll muitas vezes rejeitava os papéis que o estúdio lhe oferecia e ganhou uma reputação de atriz teimosa e não cooperativa. Apesar de sua habilidade de atuar com sucesso em comédias leves, melodramas chorosos e até mesmo em musicais, e também conquistar consideráveis elogios dos críticos e do público - ela recebia o maior número de cartas de fãs do que qualquer outra estrela no início dos anos 1930 - ela foi liberada do contrato pelo estúdio. No meio da década de 1930 sob um contrato de quatro filmes com a Columbia Pictures, ela fez filmes bastante insignificantes e já não era mais uma atriz de primeiro nível.
Carroll se aposentou das telas em 1938, voltou aos palcos e estrelou a série de televisão The Aldrich Family em 1950. No ano seguinte, ela co-estrelou na versão televisiva de The Egg and I, estrelado por sua filha, Patricia Kirkland.

## Morte
Em 6 de agosto de 1965, Carroll foi encontrada morta depois de não chegar ao teatro para uma performance. A causa de sua morte foi um aneurisma. Ela tinha 61 anos de idade. Seus restos mortais estão enterrados no Calvary Cemetery, Queens, Nova Iorque.

## Prêmios e honras
Por suas contribuições para a indústria cinematográfica, Carroll tem uma estrela na Calçada da Fama de Hollywood na rua Vine Street, 1725. Foi dedicado a ela no dia 8 de fevereiro de 1960.

## Filmografia

### Cinema
| Ano  | Título                       | Título em português               | Papel                           | Notas                                                                 |
| ---- | ---------------------------- | --------------------------------- | ------------------------------- | --------------------------------------------------------------------- |
| 1927 | Ladies Must Dress            | br: Mulheres Elegantes            | Mazie                           |                                                                       |
| 1928 | Abie's Irish Rose            | br: Rosa Irlandesa                | Rosemary Murphy                 |                                                                       |
| 1928 | Easy Come, Easy Go           | br: Cantando Vêm, Cantando Vão... | Barbara Quayle                  |                                                                       |
| 1928 | Chicken a La King            | br: Vivendo e Aprendendo          | Maisie Devoe                    |                                                                       |
| 1928 | The Water Hole               | br: Água Viva                     | Judith Endicott                 |                                                                       |
| 1928 | Manhattan Cocktail           | br: Um Coquetel Americano         | Babs Clark                      | Filme perdido, exceto uma sequência de um minuto por Slavko Vorkapich |
| 1928 | The Shopworn Angel           | br: Anjo Pecador                  | Daisy Heath                     |                                                                       |
| 1929 | The Wolf of Wall Street      | br: O Lobo da Bolsa               | Gert                            |                                                                       |
| 1929 | Sin Sister                   | br: Irmã Pecadora                 | Pearl                           |                                                                       |
| 1929 | Close Harmony                | br: Sinfonia do Jazz              | Marjorie Merwin                 |                                                                       |
| 1929 | The Dance of Life            | br: No Rodopio da Vida            | Bonny Lee King                  |                                                                       |
| 1929 | Illusion                     | br: Ilusão                        | Claire Jernigan                 |                                                                       |
| 1929 | Sweetie                      | br: Uma Noiva para Dois           | Barbara Pell                    |                                                                       |
| 1930 | Dangerous Paradise           | br: Paraíso Perigoso              | Alma                            | Título alternativo: Two Against Death                                 |
| 1930 | Honey                        | br: Doce Como Mel                 | Olivia Dangerfield              |                                                                       |
| 1930 | The Devil's Holiday          | br: Noivado de Ambição            | Hallie Hobart                   | Indicada ao Oscar de Melhor Atriz                                     |
| 1930 | Laughter                     | br: O Melhor da Vida              | Peggy Gibson                    |                                                                       |
| 1930 | Paramount on Parade          | br: Paramount em Grand Gala       | Ela mesma                       |                                                                       |
| 1930 | Follow Thru                  | br: Mulheres à Bessa              | Lora Moore                      |                                                                       |
| 1931 | Stolen Heaven                | br: Céu Roubado                   | Mary                            |                                                                       |
| 1931 | The Night Angel              | br: O Anjo da Noite               | Yula Martini                    |                                                                       |
| 1931 | Personal Maid                | br: Criada de Confiança           | Nora Ryan                       |                                                                       |
| 1932 | Broken Lullaby               | br: Não Matarás                   | Fraulein Elsa                   | Título alternativo: The Man I Killed                                  |
| 1932 | Wayward                      |                                   | Daisy Frost                     |                                                                       |
| 1932 | Hot Saturday                 | br: Sábado Alegre                 | Ruth Brock                      |                                                                       |
| 1932 | Scarlet Dawn                 | br: Alvorada Rubra                | Tanyusha Krasnoff               |                                                                       |
| 1932 | Under-Cover Man              | br: Unidos na Vingança            | Lora Madigan                    |                                                                       |
| 1933 | Child of Manhattan           | br: Anjo de New York              | Madeleine McGonegle             |                                                                       |
| 1933 | The Woman Accused            | br: Seis Dias de Amor             | Glenda O'Brien                  |                                                                       |
| 1933 | The Kiss Before the Mirror   | br: O Beijo Diante do Espelho     | Maria Held                      |                                                                       |
| 1933 | I Love That Man              | br: Amo Este Homem                | Grace Clark                     |                                                                       |
| 1934 | Springtime for Henry         |                                   | Julia Jelliwell                 |                                                                       |
| 1934 | Transatlantic Merry-Go-Round | br: Folias Transatlânticas        | Sally Marsh                     | Título alternativo: Keep 'Em Laughing                                 |
| 1934 | Jealousy                     | br: Na Voragem do Ciúme           | Josephine "Jo" Douglas O'Roarke |                                                                       |
| 1935 | I'll Love You Always         |                                   | Nora Clegg                      |                                                                       |
| 1935 | After the Dance              |                                   | Anne Taylor                     |                                                                       |
| 1935 | Atlantic Adventure           | br: Aventuras Transatlânticas     | Helen Murdock                   |                                                                       |
| 1938 | That Certain Age             | br: Idade Perigosa                | Grace Bristow                   |                                                                       |
| 1938 | There Goes My Heart          | br: Aí Vai Meu Coração            | Dorothy Moore                   |                                                                       |

### Televisão
| Ano       | Título                                 | Papel            | Notas                                                          |
| --------- | -------------------------------------- | ---------------- | -------------------------------------------------------------- |
| 1950-1951 | The Aldrich Family                     | Alice Aldrich #2 | Episódios desconhecidos                                        |
| 1951      | Faith Baldwin Romance Theatre          | Desconhecido     | 1 episódio                                                     |
| 1951      | The Egg and I                          | Mãe da Betty     | Episódios desconhecidos                                        |
| 1959      | The Further Adventures of Ellery Queen | Fanny Wilson     | 1 episódio                                                     |
| 1961      | Naked City (br: Cidade Nua)            | Bernice Hacker   | 1 episódio                                                     |
| 1962      | The United States Steel Hour           | Desconhecido     | 2 episódios                                                    |
| 1963      | Rockabye the Infantry                  | Hortense Tyler   | Filme de televisão                                             |
| 1963      | Going My Way                           | Nora Callahan    | Episódio "Cornelius Come Home" (seu último papel no canal ABC) |